# غشاء دسميه
غشاء دسميه هو غشاء قاعدي يقع بين المادة المخصوصة (السدى) والطبقة البطانية للقرنية. وهو يتألف من كولاجين من النوع الثامن وهذا النوع مختلف عن الموجود في السدى، إن الطبقة البطانية تقع في خلفية القرنية. وغشاء دسميه أو كما يُعرَف بالغشاء القاعدي للطبقة البطانية، تفرزه طبقة واحدة من الخلايا الطلائية الحرشفية والتي تشكل طبقة الخلايا البطانية للقرنية.

## التركيب
عند الولادة سمك غشاء دسميه حوالي 3 ميكرومتر، ثم يتراوح إلى أن يصل إلى 8 إلى 10 ميكرومتر عند البالغين.
إن بطانة القرنية عبارة عن طبقة واحدة من الخلايا الحرشفية، تقوم بتغطية سطح القرنية الذي يُواجه غرفة العين الأمامية.

## الأهمية العيادية
الأضرار الكبيرة للغشاء قد تتطلب عملية زرع قرنية. وذلك مثل الأضرار الناجمة عن حالة وراثية تعرف باسم ضمور فوكس، حيث يفشل غشاء دسميه تدريجيًّا، والقرنية تثخن وتتكتل بسبب انقطاع تبادل المواد الغذائية والسوائل بين القرنية وبقية العين، ويمكن عكس ذلك عن طريق الجراحة. الجراح يمكن أن يتخلص من غشاء دسميه التالف ويزرع غشاءً جديدًا يُؤخَذ من عين متبرع. وخلال هذه العملية، معظم الخلايا الحرشفية تهاجم الغشاء الجديد بشكل كبير ولإيقاف تدهور القرنية اقرأ عن: جراحة غشاء دسميه وبطانة القرنية (DMEK surgery).

## التاريخ
عُرف غشاء دسميه بأسماء عدة هي: الصفيحة الخلفية المحدودة، غشاء دومر، الصفيحة الخلفية المرنة. وقد سميت باسمها الحالي نسبةً إلى الطبيب الفرنسي جان دسميه (1732-1810).